# Zygmunt Szadkowski

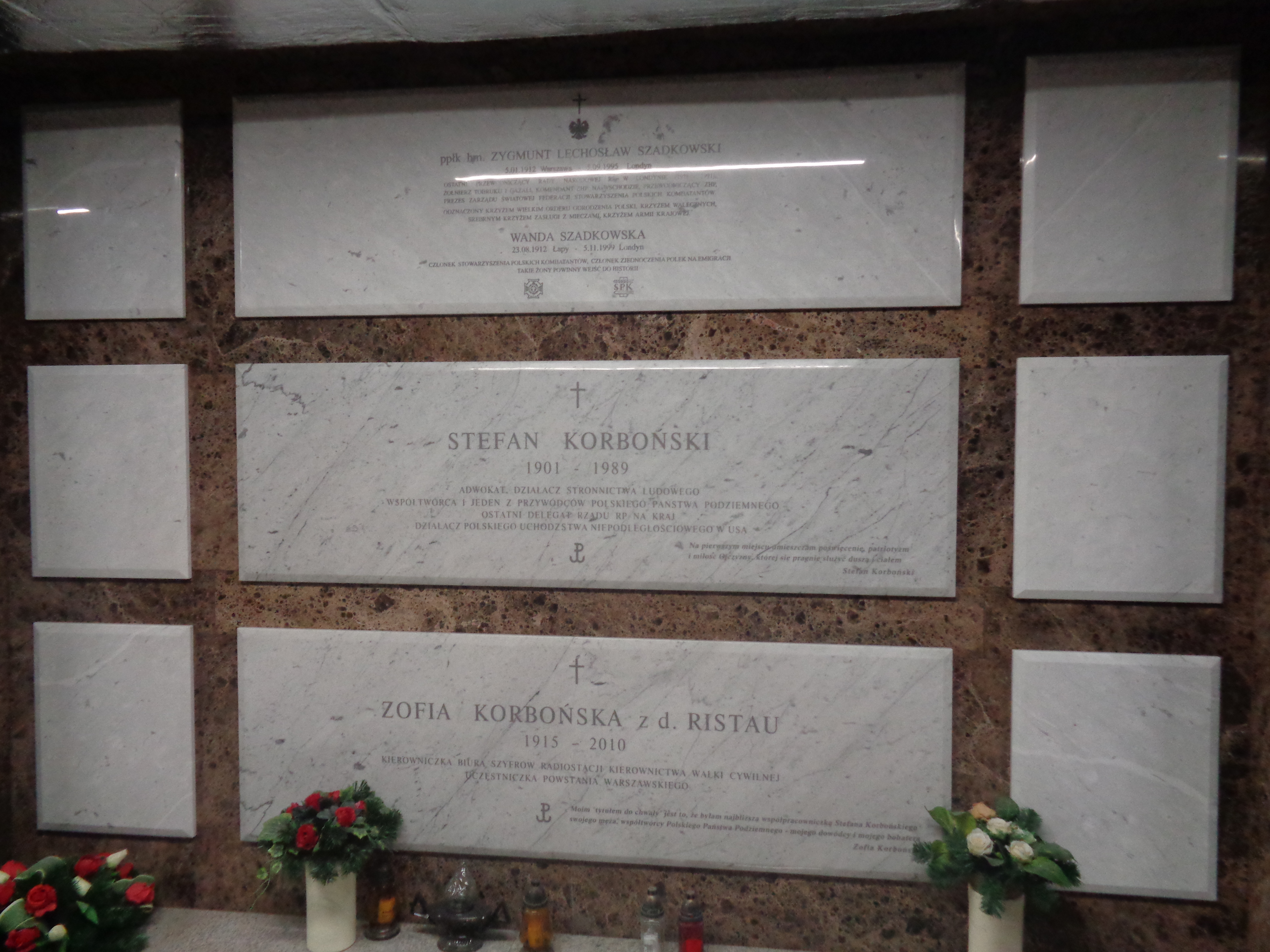
Grób Zygmunta i Wandy Szadkowskich w Panteonie Wielkich Polaków w Świątyni Opatrzności Bożej

Zygmunt Lechosław Szadkowski (ur. 5 stycznia 1912 w Warszawie, zm. 5 września 1995 w Londynie) – polski polityk emigracyjny, oficer Wojska Polskiego, działacz harcerski i społeczny.

## Życiorys
Zygmunt Lechosław Szadkowski urodził się 5 stycznia 1912 roku w Warszawie, był synem Zygmunta Szadkowskiego i Marii Kozłowskiej. Już w dwa lata później przeprowadził się z rodziną do Tołoczyna na Witebszczyźnie. W tym samym roku stracił ojca. Po ukończeniu Gimnazjum im. Adama Mickiewicza w Nowogródku rozpoczął studia na wydziale matematyczno-przyrodniczym Uniwersytetu Stefana Batorego w Wilnie. W 1936 roku ożenił się z Wandą Malinowską (zmarła w 1999 roku). Absolutorium z geografii uzyskał w 1938 roku. Po dodatkowych studiach na wydziale prawa i nauk społecznych wstąpił do służby dyplomatycznej i został wysłany do Konsulatu RP w Dyneburgu. Po wybuchu II wojny światowej przedostał się wraz z żoną przez Szwecję i Wielką Brytanię do Francji. Tam Zygmunt Szadkowski wstąpił do Wojska Polskiego i jako emisariusz rządu został wysłany do Rumunii, gdzie organizował konspiracyjne struktury na terenach wcielonych do Związku Radzieckiego. W Rumunii Szadkowski stworzył szlak przerzutowy z Bukaresztu na Bliski Wschód.
Po upadku Francji udał się na Bliski Wschód, do powstającej tam Samodzielnej Brygady Strzelców Karpackich. Jako aktywny działacz Związku Harcerstwa Polskiego współorganizował działalność harcerską w oddziałach i w skupiskach Polaków w Palestynie. Z Samodzielną Brygadą Strzelców Karpackich, walcząc w składzie 3 batalionu, brał udział w obronie Tobruku i w przegranej przez aliantów bitwie pod Gazala. Skierowany w 1942 roku do Szkoły Podchorążych Piechoty, został po ukończeniu kursu jej instruktorem, cały czas uczestnicząc w pracach organizacji harcerskich. Od 1 grudnia 1943 roku został rozkazem Naczelnego Wodza K. Sosnkowskiego mianowany kierownikiem Samodzielnego Referatu Harcerskiego Dowództwa Wojsk na Środkowym Wschodzie. W październiku 1944 roku został Komendantem ZHP na Wschodzie. Przeszedł szlak bojowy II Korpusu, walczył w Afryce Północnej i we Włoszech. Służbę wojskową zakończył w stopniu podpułkownika.
Po zakończeniu wojny przebywał początkowo we Włoszech i Palestynie, później wyjechał do Wielkiej Brytanii i osiadł w Londynie. Pracował jako piekarz, robotnik w fabryce i pomocnik krawca. Na emigracji brał czynny udział w pracach Stowarzyszenia Polskich Kombatantów w Wielkiej Brytanii oraz wielu komitetów i organizacji emigracyjnych. 1 grudnia 1957 roku został wybrany członkiem Zarządu Zjednoczenia Polskiego w Wielkiej Brytanii. W latach 1960–1967 był Przewodniczącym Związku Harcerstwa Polskiego poza granicami kraju. Publikował w pismach emigracyjnych oraz występował w audycjach Radia Wolna Europa. Udzielał się również w polityce emigracyjnej, jako członek prezydium Rady Narodowej Rzeczypospolitej Polskiej i jej ostatni przewodniczący przed rozwiązaniem w grudniu 1991 roku oraz minister w dwóch Rządach RP na Uchodźstwie: spraw społecznych w drugim rządzie Alfreda Urbańskiego i skarbu w pierwszym rządzie Kazimierza Sabbata. Od 21 lutego 1986 członek Głównej Komisji Skarbu Narodowego. Był prezesem Stowarzyszenia Kombatantów Polskich w Wielkiej Brytanii. W 1990 roku uzgadniał warunki przekazania insygniów prezydenckich do Polski.
W 1992 roku został członkiem Rady Ochrony Pamięci Walk i Męczeństwa. Zmarł w Londynie 5 września 1995 roku. Pochowano go na Cmentarzu Żbikowskim w Pruszkowie.
10 listopada 2012 roku Zygmunt Szadkowski wraz ze swoją żoną Wandą pochowani zostali w Panteonie Wielkich Polaków w Świątyni Opatrzności Bożej.

## Odznaczenia
- Wielka Wstęga Orderu Odrodzenia Polski (1989)[4]
- Krzyż Komandorski Orderu Odrodzenia Polski (10 grudnia 1973)[5]
- Krzyż Oficerski Orderu Odrodzenia Polski
- Srebrny Krzyż Zasługi z Mieczami
- Krzyż Walecznych (dwukrotnie)
- Medal Wojska (trzykrotnie)
- Krzyż Armii Krajowej
- War Medal 1939-1945 (Wielka Brytania)
- Gwiazda za Wojnę 1939-1945 (Wielka Brytania)
- Gwiazda Afryki (Wielka Brytania)
- Gwiazda Italii (Wielka Brytania)
- Kombatancki Krzyż Zasługi (Wielka Brytania – dwukrotnie)
- Złoty Krzyż Kombatancki (Australia)
- Srebrny Krzyż Kombatancki (Australia)
- Złoty Krzyż Polski Walczącej (Stany Zjednoczone)
- La Croix du Combattant de l’Europe (Francja)